# Игоревская (станция)
Игоревская — непассажирская железнодорожная станция в посёлке (станции) Игоревская Холм-Жирковского района Смоленской области.

## История
Станция была построена в период около 1914 г. в рамках линии Дурово — Владимирский Тупик, и, возможно, названа в честь инициатора и одного из инвесторов строительства линии Игоря Уварова.
С 1919 года обслуживала пассажирские поезда, в том числе дизель-поезда с 1967 г. и тепловозы с 1973 г.

## Описание
Расположена на расстоянии 40,6 км от станции Дурово на однопутной неэлектрифицированной линии Дурово — Владимирский Тупик, приблизительно в 13 км к юго-западу от Холм-Жирковского.
На станции имеется не функционирующее вокзальное здание и низкая боковая платформа около одного из путей.

## Движение
До 2014 года, несмотря на попытки закрытия линии, станция обслуживала пригородные пассажирские поезда из Смоленска, а после сокращения их маршрута — из Сафоново.
С 2014 года станция стала непассажирской (грузовой), обслуживая «Игоревский деревообрабатывающий комбинат». По официальной информации с течением времени грузопоток через станцию рос, более того, акцент делался на сохранении линии от Дурово до Игоревской благодаря грузовому движению. В 2020 году ключевой объект для станции — комбинат — был обанкрочен, однако к 2022 году после смены собственника предприятие возобновило свою работу. По состоянию на 2023 год Игоревская, наряду со станцией Гагарин, являлась одной из ключевых станций Смоленской области в сфере погрузочных операций с лесом.